# Świstunka brunatna
Świstunka brunatna (Phylloscopus fuscatus) – gatunek małego ptaka wędrownego z rodziny świstunek (Phylloscopidae), wcześniej zaliczany do pokrzewek (Sylviidae). Występuje w Azji. Nie jest zagrożony wyginięciem.

## Systematyka
Niekiedy bywała uznawana za jeden gatunek ze świstunką okopconą (P. fuligiventer). Międzynarodowy Komitet Ornitologiczny (IOC) wyróżnia dwa podgatunki P. fuscatus:
- P. fuscatus fuscatus – środkowa i wschodnia Syberia do północno-wschodnich Chin i północnej Mongolii.
- P. fuscatus robustus – północno-środkowe Chiny.

Autorzy Kompletnej listy ptaków świata do P. fuscatus zaliczają też świstunkę tybetańską (P. (f.) tibetanus), którą IOC uznaje za podgatunek świstunki okopconej. Zamieszkuje ona wschodnie Himalaje.

## Występowanie
Świstunka brunatna zamieszkuje tereny środkowej i wschodniej Azji. Zimuje w południowej i południowo-wschodniej Azji, w południowych i wschodnich Chinach, na Tajwanie oraz na południu Japonii. Sporadycznie zalatuje do Europy. W Polsce do końca 2017 stwierdzona 13 razy, a w samym 2018 – 6 razy.

## Morfologia
Długość ciała około 12 cm, rozpiętość skrzydeł 15–20 cm, masa ciała 7–8 g. Obie płcie są do siebie podobne.

## Ekologia i zachowanie
Biotop
Ptak zamieszkujący gęste zagajniki, krzaczaste zarośla oraz obrzeża lasów. Bardzo lubi tereny w pobliżu pól i łąk.
Rozród
Gniazdo zakłada w wilgotnych miejscach u podstawy krzaków lub w ich gałązkach. Wysokość zakładania gniazda nie wyższa niż 70 cm. Gniazdo kształtem przypomina kulę o średnicy 12–14 cm, z otworem wejściowym z boku o średnicy 3–4 cm. Zbudowane jest ono z suchych źdźbeł roślinności zielnej oraz z kawałków mchów. Wnętrze jest wysłane puchem roślinnym i piórami ptaków. W okresie lęgowym samica składa od 4 do 6 jaj białych o miernie wydłużonym o ostrym węższym biegunie.

## Status i ochrona
Międzynarodowa Unia Ochrony Przyrody (IUCN) uznaje świstunkę brunatną za gatunek najmniejszej troski (LC – Least Concern). Liczebność światowej populacji nie została oszacowana, ale ptak ten opisywany jest jako lokalnie pospolity. Ze względu na brak dowodów na spadki liczebności bądź istotne zagrożenia dla gatunku BirdLife International uznaje globalny trend liczebności populacji za prawdopodobnie stabilny.
Na terenie Polski gatunek ten jest objęty ścisłą ochroną gatunkową.